# フォーティ・リトル・マザーズ
『フォーティ・リトル・マザーズ』(Forty Little Mothers) は、1940年のアメリカ合衆国のドラマ映画。
バスビー・バークレーが監督し、エディ・カンターが主演した。
いくつかの音楽シーンがあるが、ややコメディのストレート・ドラマである。

## あらすじ
失業中のギルバート・ジョーダン・トンプソン(エディ・カンター)は見知らぬマリアン・エドワーズ(リタ・ジョンソン)が埠頭から飛び降りて自殺しようとするのを止める。ギルバートはマリアンに職を見つけてやり、マリアンは自立することができる。ギルバートは赤ん坊の捨て子を見つけて親を探すが見つからず自分で育てることにする。
実は赤ん坊の母親はマリアンであり、数分後に赤ん坊のもとに戻ってくるといなくなっている。必死に探すが、自分の命を救ってくれた男性が赤ん坊を拾ってくれたことを知らない。
ギルバートは女子校で独身寮での住み込みの教授職を得る。そのためギルバートはチャムと名づけた赤ん坊の存在を隠す。生徒たちは前任の教授に憧れており、新任のギルバートに嫌がらせをして辞めさせようとする。
生徒たちはチャムを見つけて成り行きを知り、ギルバートに同情した40名の生徒たちは母親代わりとして競うようにチャムの世話をする。
学校の職員たちは生徒たちが赤ん坊の洋服を作っているのを目撃する。厳格な女性校長(ジュディス・アンダーソン)はチャムを見つけ、契約違反でギルバートを解雇する。生徒たちはこれに反対して寮に立てこもり、ギルバートの解雇を取り消すまで出ていかないと誓う。ギルバートは生徒たちを説得し、生徒たちは寮を出る。一方マリアンが職員室に現れ、自分が赤ん坊の母親だと主張する。
校長はギルバートがマリアンと赤ん坊を捨てた夫だと勘違いし、教室での釈明を促す。教室でマリアンが生徒たちに説明する前にギルバートがやってきて、ここで初めてギルバートとマリアンはお互い埠頭で出会った人だと認識する。
マリアンは夫に捨てられた後、女手一つで赤ん坊を育てていくことを諦めようとしていたところ、ギルバートが赤ん坊を拾ったのだと判明する。ギルバートは「40名の若い母親たちに世界一可愛がられた」と語り、マリアンは生徒たちに感謝する。マリアンは、出ていくギルバートを追いかけ、ギルバートはチャムに別れの挨拶をする。ギルバートがキャンパスを出ていこうとする時、後悔した校長と生徒たちはギルバートを呼び戻す。

## キャスト
- ギルバート・ジョーダン・トンプソン：エディ・カンター
- マダム・グランヴィル：ジュディス・アンダーソン
- ジョセフ・M・ウィリアムズ裁判官：ラルフ・モーガン
- マリアン・エドワーズ：リタ・ジョンソン
- ドリス：ボニータ・グランヴィル
- マーシャ：ダイアナ・ルイス
- マドモアゼル・クリチ：二ディア・ウエストマン
- エレノア：マーガレット・アーリー
- ジャネット：マーサ・オドリスコル
- チャム：ベイビー・クインタニラ

他にジョー・ユール、エイドリアン・ダンブリコート、エスター・デイル、ヴェロニカ・レイク、セルマー・ジャクソン、ヴァージニア・オブライアン、ヴァージニア・セールがクレジット無しで出演。

## 制作
ヴェロニカ・レイク、ヴァージニア・オブライアンなど当時のMGMの多くの若手女優たちがグランヴィル女子校の生徒として出演している。